# Euricrium afrum
Euricrium afrum är en tvåvingeart som beskrevs av Franz Lengersdorf 1939. Euricrium afrum ingår i släktet Euricrium och familjen sorgmyggor.
Artens utbredningsområde är Kongo. Inga underarter finns listade i Catalogue of Life.